# Metrarabdotos gulo
Metrarabdotos gulo är en mossdjursart som först beskrevs av Ernst Marcus 1955.  Metrarabdotos gulo ingår i släktet Metrarabdotos och familjen Metrarabdotosidae. Inga underarter finns listade i Catalogue of Life.